# Farrella repens
Farrella repens är en mossdjursart som först beskrevs av Farre 1837. Enligt Catalogue of Life ingår Farrella repens i släktet Farrella och familjen Farrellidae, men enligt Dyntaxa är tillhörigheten istället släktet Farrella och familjen Triticellidae. Arten är reproducerande i Sverige. Inga underarter finns listade i Catalogue of Life.